# Micron Technology
Pour les articles homonymes, voir Micron (homonymie).
Micron Technology est une entreprise américaine d'informatique, fabricant de puces électroniques.
Les produits grand public de Micron, y compris la gamme Ballistix, sont commercialisés sous la marque Crucial.
Son siège social est à Boise dans l'état d'Idaho aux États-Unis d'Amérique.

## Secteurs
- Infrastructures informatiques (ordinateurs, systèmes réseaux, systèmes graphiques et serveurs cloud) ;
- Téléphones et périphériques mobiles (smartphones, tablettes) ;
- Supports de stockage amovibles (clés USB et disquettes) ;
- Divers : articles pour l'automobile, la maison connectée et l'électronique grand-public.

## Histoire
En février 2010, Micron annonce l'acquisition pour 1,27 milliard de dollars de Numonyx, une entreprise fondée peu de temps avant par la fusion des activités dans les mémoires dynamiques d'Intel et de STMicroelectronics,.
En juillet 2012, Micron annonce l'acquisition d'Elpida, une entreprise japonaise et le troisième plus grand producteur de DRAM au monde, en difficulté économique, pour 2,5 milliards de dollars, dont 750 millions de dollars en liquidité et le reste en reprise de dette,,.
En octobre 2018, Micron annonce l'acquisition de sa coentreprise IM Flash Technologies qu'il détenait à parts égales avec Intel, pour 1,5 milliard de dollars, en plus d'une reprise de dette d'un milliard.

## Lexar (2006-2017)

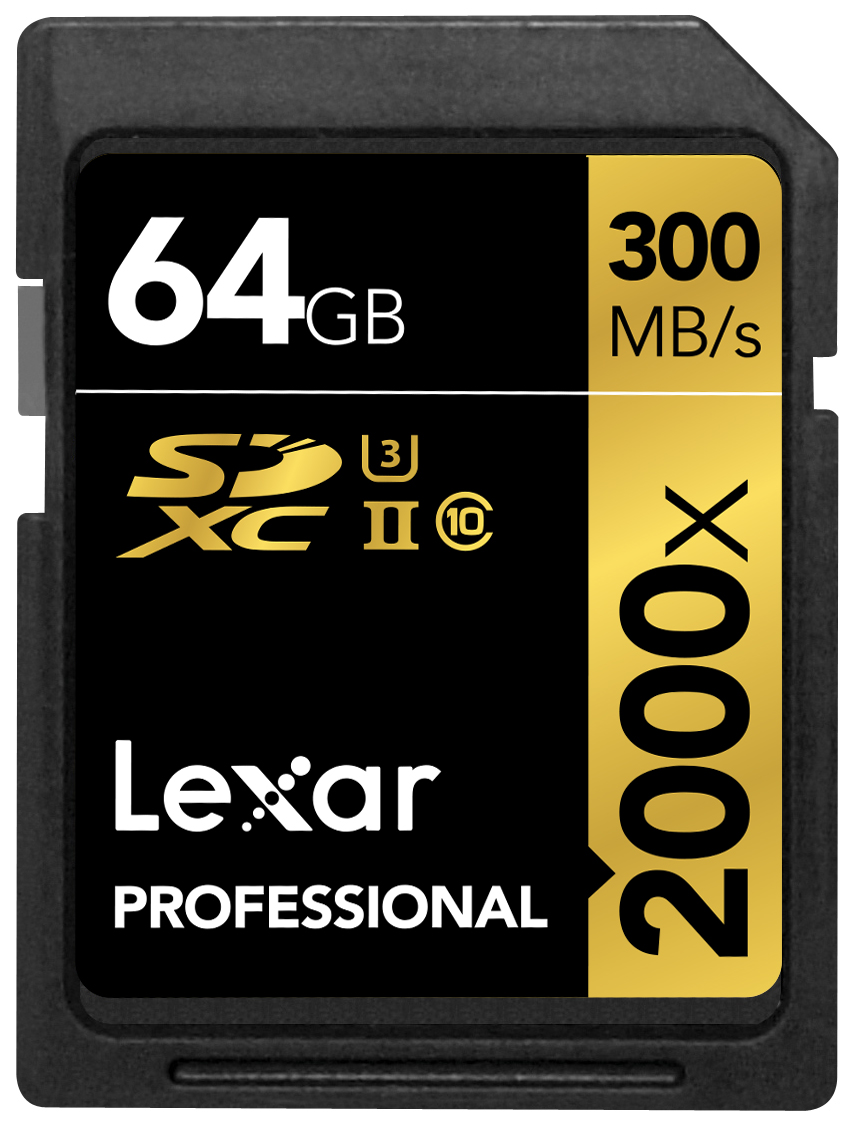
Carte SD Lexar.

En 2006, Lexar est acquise par Micron Technology.
Le 26 juin 2017, Micron, annonce qu'elle cesse ses activités de stockage sur supports amovibles Lexar et qu'une partie ou la totalité des activités serait à vendre.
Le 31 août 2017, les droits de marque sont acquis par Longsys, une société de mémoire flash basée à Shenzhen en Chine et Lexar réintègre alors le marché du stockage flash en 2018.

## Logos
